# استفانو دی جووانی
استفانو دی جووانی (Stefano di Giovanni) (زادهٔ ۱۳۹۲، درگذشت ۱۴۵۰) نقاش اهل سیه‌نا بود.